# Alan Erasmus
Alan Erasmus foi o co-fundador da Factory Records de Tony Wilson, que foi a gravadora de bandas como Joy Division, New Order e Happy Mondays. Ele também co-fundou a The Haçienda, uma famosa casa noturna de Manchester, juntamente com Wilson, Rob Gretton e o New Order, que fechou no verão de 1997. Como ator, Erasmus apareceu em vários papéis na década de 1970, incluindo as séries de TV ITV Playhouse, do canal ITV e Play for Today, da BBC, onde fez papéis menores.
Ele também foi empresário das bandas The Durutti Column e Fast Breeder. Suas aparições públicas antes e durante sua presença na Factory Records têm sido notavelmente baixas.